# Trường Đại học Văn hóa – Nghệ thuật Quân đội
Trường Đại học Văn hoá - Nghệ thuật Quân đội (ZNH) trực thuộc Tổng cục Chính trị - Quân đội Nhân dân Việt Nam của Bộ Quốc phòng là trường đại học chuyên đào tạo các văn nghệ sĩ biểu diễn, nhạc sĩ sáng tác, biên đạo múa chuyên nghiệp, cán bộ quản lý văn hoá, nhà văn, sân khấu, điện ảnh cho quân đội và quốc gia.
Cơ sở của trường tọa lạc tại số 101 đường Nguyễn Chí Thanh, phường Láng Hạ, quận Đống Đa, thành phố Hà Nội.

## Lịch sử
Trường Đại học Văn hoá - Nghệ thuật Quân đội (tiền thân là Trường Nghệ thuật Quân đội) được thành lập từ năm 1955 là trường đào tạo sĩ quan văn hóa nghệ thuật trong Quân đội đầu tiên trên cả nước. Cuối năm 1992 Trường được giao thêm nhiệm vụ đào tạo cán bộ văn hóa cho các đơn vị cơ sở trong toàn quân bên cạnh nhiệm vụ đào tạo cán bộ, diễn viên cho các đoàn nghệ thuật chuyên nghiệp.
Từ sau năm 1995, Nhà trường mở rộng ngành nghề và loại hình đào tạo, đối tượng đào tạo. Từ chỗ chỉ đào tạo đối tượng là quân nhân, Nhà trường mở rộng đào tạo ra các đối tượng khác, đặc biệt là con em các dân tộc vùng sâu, vùng xa như Tây Nguyên, các tỉnh miền núi phía Bắc.
Ngày 3/1/2006, Phó thủ tướng Phạm Gia Khiêm đã ký quyết định thành lập Trường Đại học Văn hóa - Nghệ thuật quân đội trên cơ sở Trường Cao đẳng Văn hóa - Nghệ thuật quân đội. Trường có tư cách pháp nhân, có con dấu, tài khoản riêng, hoạt động theo Điều lệ trường Đại học.

## Lãnh đạo hiện nay
- Hiệu trưởng: Đại tá, Nhạc sĩ Hồ Trọng Tuấn
- Chính ủy:
- Phó Hiệu trưởng: Đại tá, NSND Nguyễn Xuân Bắc
- Phó Hiệu trưởng: Đại tá Vũ Quang Phước
- Phó Hiệu trưởng: Đại tá, Nhạc sĩ Nguyễn Mai Kiên
- Phó Chính uỷ: Đại tá, ThS Hoàng Văn Chức

## Tổ chức

### Khối Cơ quan
- Phòng Tham mưu - Hành chính
- Phòng Chính trị
- Phòng Hậu cần - Kỹ thuật
- Phòng Đào tạo
- Phòng Khoa học quân sự
- Ban Tài chính
- Ban Khảo thí

### Các Khoa
- Khoa Văn hóa cơ bản
- Khoa Quân nhạc
- Khoa Âm nhạc
- Khoa Thanh nhạc
- Khoa Sư phạm âm nhạc
- Khoa Múa
- Khoa Nghệ thuật dân tộc và miền núi
- Khoa Quản lý văn hóa
- Khoa Sư phạm nhạc - họa
- Khoa Sân khấu, Điện ảnh, Viết văn
- Khoa Kiến thức Nghệ thuật cơ bản
- Khoa Khoa học xã hội và Nhân văn
- Khoa Quân sự và Giáo dục thể chất
- Khoa Văn thư lưu trữ và Báo chí

### Khối Đơn vị và đơn vị trực thuộc
- Cơ sở 2 - Thành phố Hồ Chí Minh
- Nhà hát quân đội Khu vực phía Nam
- Nhà hát Nghệ thuật Thực hành
- Hệ Quản lí học viên
- Tiểu đoàn Nghệ thuật dân tộc miền núi
- Tiểu đoàn Học viên Múa
- Tiểu đoàn Học viên Âm nhạc
- Tiểu đoàn Học viên Thanh nhạc
- Tiểu đoàn Học viên Quản lý Văn hóa
- Tiểu đoàn Học viên Quân nhạc

## Thành tích
- Huân chương Chiến công hạng Nhất (năm 1995)
- Cờ "Đơn vị xuất sắc trong đào tạo văn hóa nghệ thuật" (năm 2000), *Huân chương Lao động hạng Nhất (năm 2001)
- Huân chương ít-xa-la hạng Ba của nước CHDCND Lào (năm 2001)
- Huân chương Chiến công hạng Hai (năm 2003)
- Huân chương Độc lập hạng Ba (năm 2005).
- Huân chương Kháng chiến chống Mĩ cứu nước (năm 2009)

## Hiệu trưởng qua các thời kỳ
- 2000-2009, Nguyễn An Thuyên, Thiếu tướng (2007)
- 2009-2016, Nguyễn Đức Trịnh, Thiếu tướng (2012)
- 2017-2023: Nguyễn Xuân Thủy, Thiếu tướng, NGƯT
- 2023-nay: Hồ Trọng Tuấn, Đại tá

## Chính ủy qua các thời kỳ
- Vũ Đức Long, đại tá
- 2014-2016, Nguyễn Học Từ, Thiếu tướng (2014)

## Sinh viên ưu tú
- Hồ Quang Hiếu: Ca sĩ, nhạc sĩ
- Quân A.P: Ca sĩ, nhạc sĩ
- Quang Tèo: Diễn viên
- Hồ Ngọc Hà: Ca sĩ, người mẫu
- Hồ Quỳnh Hương: Ca sĩ
- Quang Anh: Diễn viên
- Lưu Hương Giang: Ca sĩ, nhạc sĩ
- Nguyễn Thị Lệ Nam Em: Hoa khôi Đồng bằng sông Cửu Long 2015, Top 8 Hoa hậu Trái Đất 2016
- Nguyễn Thị Lệ Nam: Quán quân Người mẫu Thời trang Việt Nam 2018
- JSOL: Ca sĩ, nhạc sĩ
- Trần Nhật Thủy: ca sĩ
- Bùi Công Nam: Nhạc sĩ, ca sĩ
- NSƯT Kiều Anh: Diễn viên truyền hình, Nữ diễn viên ấn tượng 2024, Diễn viên múa, Biên đạo múa, Doanh nhân
- Phạm Công Thành: Nhà báo, Giảng viên báo chí, Ca sĩ - Quán quân Tiếng hát Người làm báo mở rộng 2023
- Thượng tá, NSƯT Nguyễn Thị Hương Giang: Huy chương Vàng Hội diễn ca múa nhạc chuyên nghiệp toàn Quốc năm 2012, Huy chương Bạc Hội diễn ca múa nhạc chuyên nghiệp toàn Quốc năm 2009[4]
- Lê Minh Ngọc: Quán Quân Sao mai 2022 - Dòng nhạc dân gian
- Trịnh Núi - Quán quân Sao mai 2022 - Dòng nhạc nhẹ